# Pleikartsförster Hof

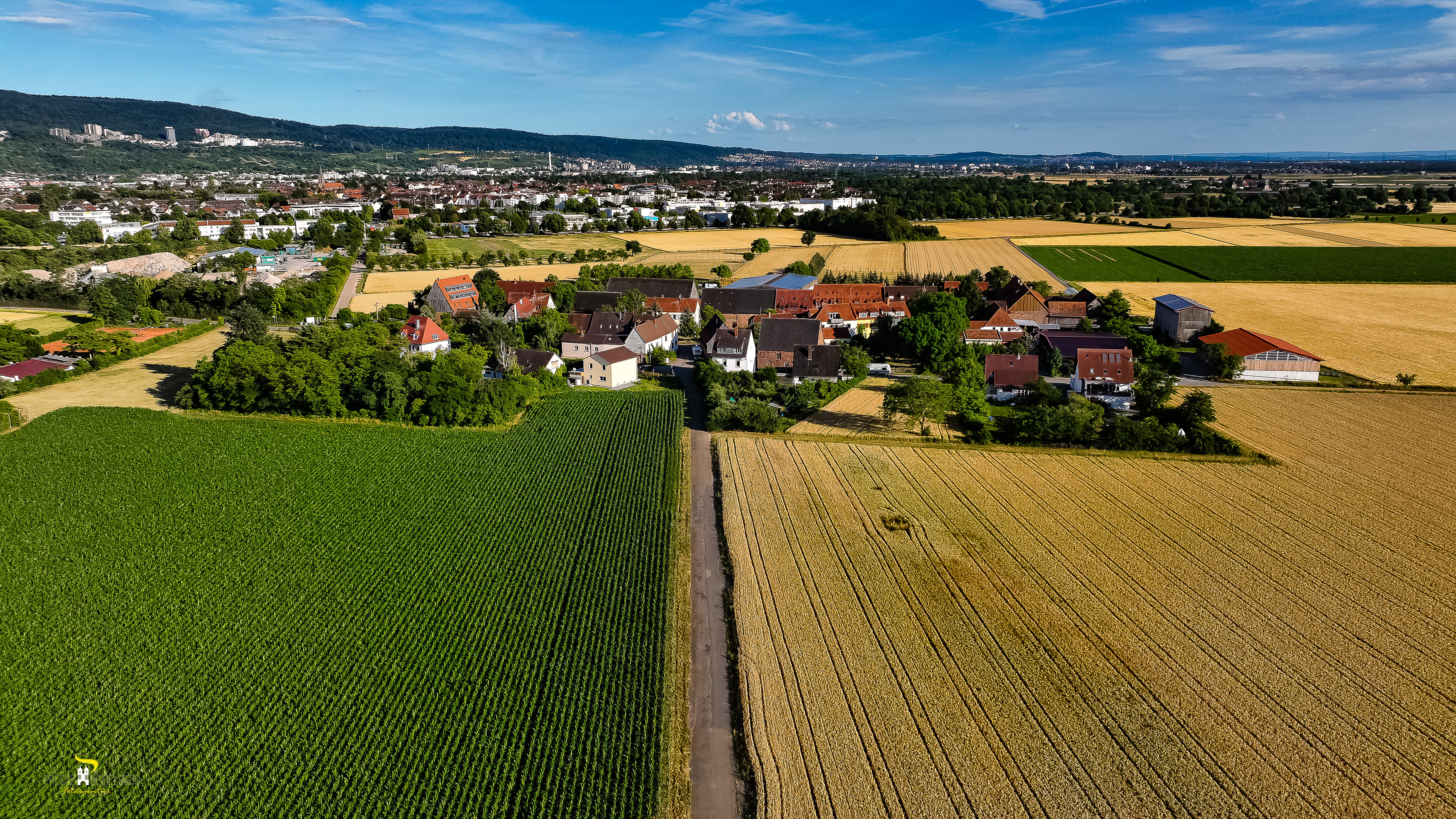
Luftaufnahme Richtung Süden

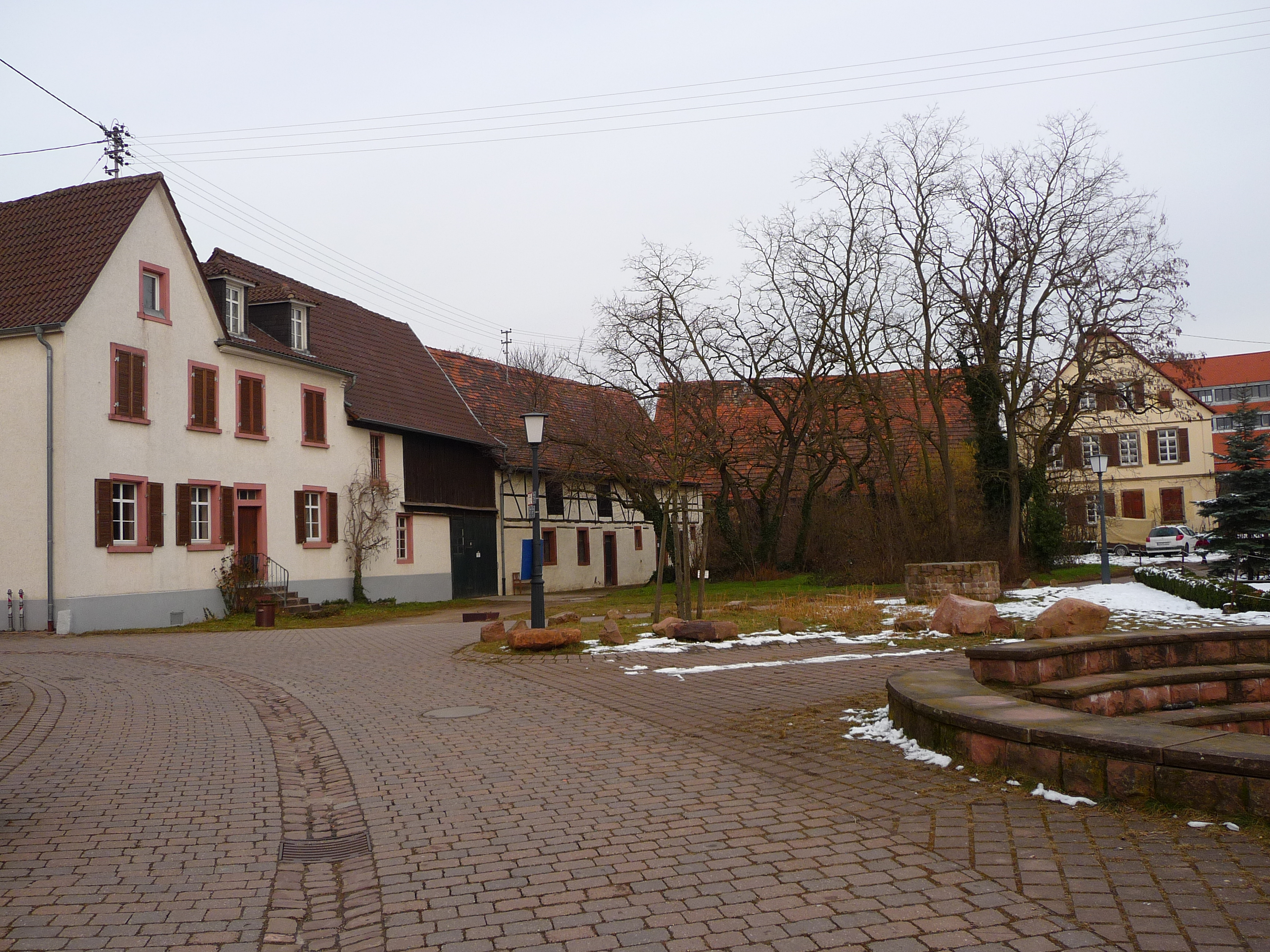
Der historische Kern, vor den Bäumen der zentrale Brunnen

Der Pleikartsförster Hof ist ein Weiler auf dem Gebiet der Stadt Heidelberg. Er liegt etwa vier Kilometer südwestlich des Zentrums und zählt zum Stadtteil Kirchheim.

## Geographie
Der Pleikartsförster Hof liegt auf halbem Wege zwischen den Stadtteilen Kirchheim und Pfaffengrund, etwa 500 Meter westlich des Diebsweges. Die einzige Zufahrtsmöglichkeit bildet der Oftersheimer Weg, der den Weiler im Norden streift. Wenige hundert Meter nördlich liegt der ehemalige US-amerikanische Flugplatz, heute Heidelberg Army Heliport. Den historischen Kern bildet eine weitgehend geschlossene Anlage aus mehreren, eigenständigen Gehöften, die sich um einen zentralen Platz mit einem Brunnen gruppieren, und deren Hauptgebäude zwischen dem Ende des 18. und der Mitte des 19. Jahrhunderts errichtet wurden. Am Oftersheimer Weg befinden sich außerdem einige wenige Häuser deutlich jüngeren Datums.

## Geschichte
Die ersten Erwähnungen stammen aus dem Zeitraum zwischen 1140 und 1152 unter der Bezeichnung Bliggersforst. Die Siedlung wird als hochmittelalterlicher Ausbauort am Rande des heute nicht mehr existierenden Hegenichwaldes angesehen. Die wahrscheinlichen Gründer sind die Landschad von Steinach: zum einen war der Vorname Bligger in dieser Familie verbreitet, zum anderen standen sie im 12. Jahrhundert in engen verwandtschaftlichen Beziehungen zu den Edelfreien von Kirchheim, die bis um 1200 die niedere Gerichtsbarkeit ausübten. Ab da ging sie auf das Kloster Schönau über, das bereits vor 1152 das Grundeigentum, gegen Zahlung eines jährlichen Betrages an die Klöster St. Martin und Neuhausen, erworben hatte. 
Die Mönche bewirtschafteten das Hofgut nach der Übernahme zunächst selbst, spätestens im 15. Jahrhundert war es dann an Bauern verpachtet. Für das Jahr 1559 sind zwei Pächterfamilien belegt, Eigentümerin war die Pflege Schönau als Nachfolgerin des 1558 aufgehobenen Klosters. 1652 wurde die Anlage an ein Mitglied der Adelsfamilie Quadt veräußert, im Januar 1689 im Zuge des Pfälzischen Erbfolgekrieges vollständig zerstört. Nach dem Wiederaufbau waren es zumeist vier Familien, die dort als Pächter beheimatet waren; ab den 1850er-Jahren wurden die Gehöfte binnen kurzer Zeit von ihnen zu Eigentum erworben. Im Pleikartsförster Hof lebte unter anderem die Familie Treiber, deren Nachkommen die Feldschlösschen-Brauerei in Oggersheim gründeten und leiteten.
Um 1850 betrieb der Heidelberger Pomologe Johann Christian Metzger in Pleikartsforst eine Baumschule.
Der Pleikartsförster Hof hatte keine eigene Gemarkung, sondern lag in derjenigen von Kirchheim; auch die zuständigen Schulen und Kirchen befanden sich dort. Schon früh, möglicherweise von Anfang an und bis zu deren Auflösung 1803, zählte er zur Kirchheimer Zent und somit zur Kurpfalz.